# Секвоя (штат)

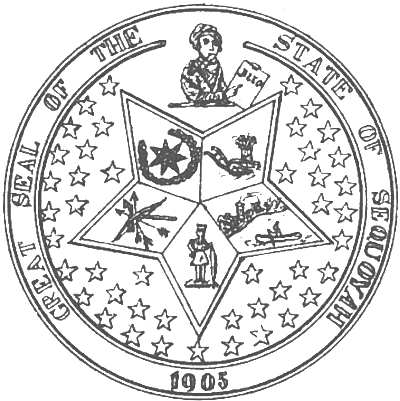
Печатка штату Секвоя

Секвоя — назва американського штату, який пропонувалося створити у східній частині сучасної Оклахоми.

## Історія

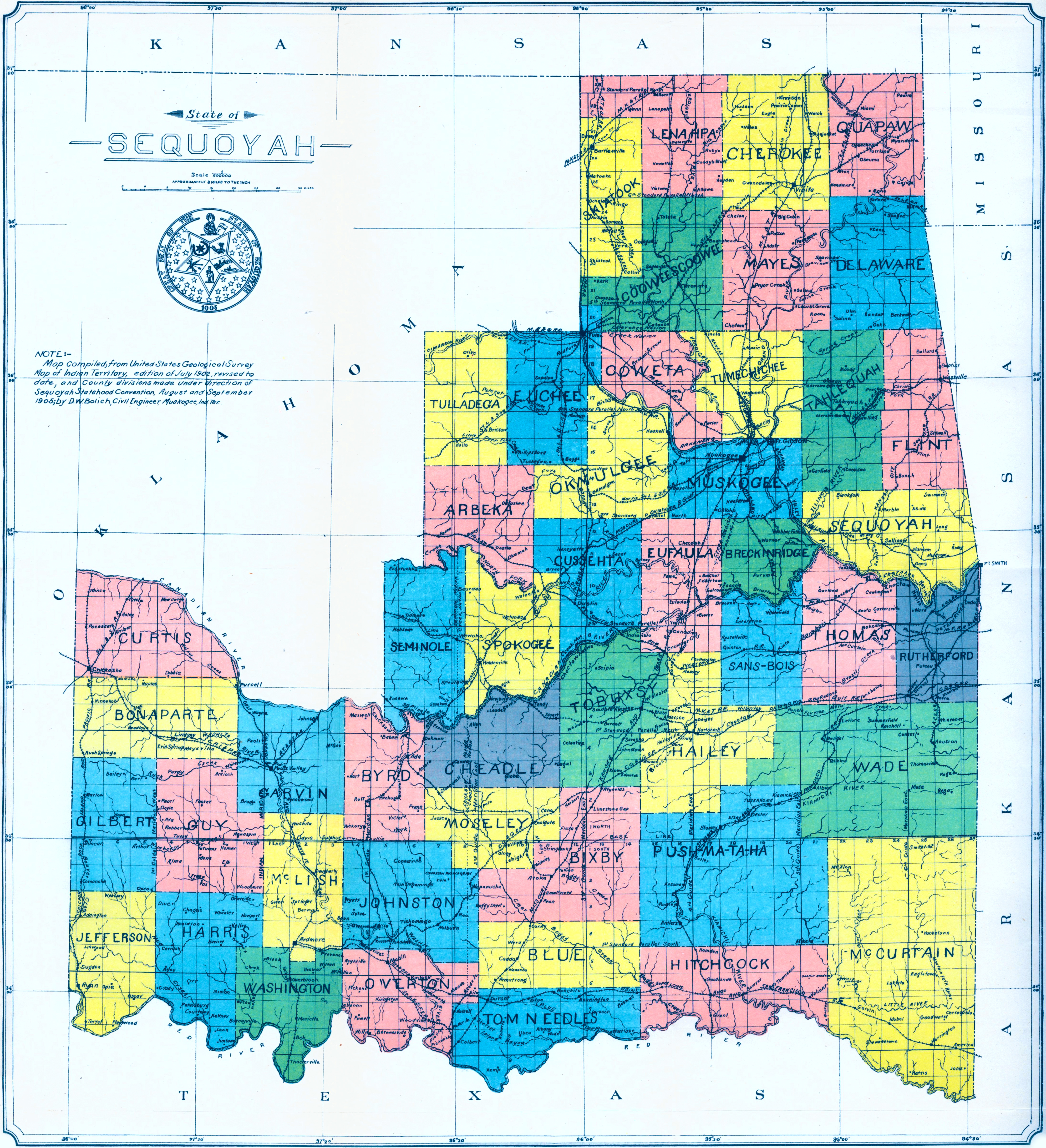
Карта передбачуваного штату

З 1890 року територія сучасного штату Оклахома ділилася на територію Оклахома (на заході) та Індіанську територію (на сході), яка була вже меншого розміру, ніж до Громадянської війни. В 1902 відбулася конвенція представників п'яти цивілізованих племен в Еуфолі, після якої почалося рух за створення самостійної штату на місці Індіанської території. Штат передбачалося назвати на честь Секвоя, вождя племені черокі та винахідника абетки черокі.
21 серпня 1905 року в Маскогі відбулася конституційна конвенція. Плезант Портер, вождь народу криків, був обраний головою конвенції, представники кожного з п'яти цивілізованих племен стали віце-головами. На конвенції була вироблена конституція штату; складено план організації державного устрою; заброньований поділ майбутнього штату на округи; обрані делегати для направлення петиції в Конгрес.
Делегація отримала холодний прийом в Вашингтоні. Під впливом політиків з східних штатів, які боялися зміни балансу сил на політичній арені в разі утворення одразу двох нових штатів на заході, президент Теодор Рузвельт ухвалив, що Індіанську територію та територію Оклахома приймуть до Союзу лише як єдину сутність. У результаті 1907 року був утворений штат Оклахома, до якого увійшли обидві території. Досвід конституційної конвенції в Маскогі був використаний під час підготовки конституції Оклахоми.